# Núi Bà Tài
Núi Bà Tài là một ngọn núi nhỏ ở ấp Ba Núi, xã Bình An, huyện Kiên Lương, tỉnh Kiên Giang. Núi cách Tỉnh lộ 11 hơn 300 m. Bà Tài được xem là ngọn núi duy nhất ở Kiên Lương còn sự nguyên vẹn với rất ít tác động của con người. Ngọn núi là tâm điểm tranh cãi trong việc khai thác hay bảo tồn giữa nhiều nhà chức trách và đại diện, chuyên gia các ban ngành khác nhau.

## Tự nhiên
Bà Tài gồm núi Nước và núi Ba He, đỉnh cao nhất 104 m với tổng diện tích 16,6 ha, trong đó núi Nước rộng 9 ha. Đây là một dãy núi liền mạch với phần giữa là một eo núi rộng khoảng 15 m và cao hơn 10 m. Núi có nhiều hang động. Bà Tài là một khối đá vôi, đã có phát hiện mỏ photphorit. Tổng khối lượng đá vôi 21,515 triệu m3. 
Ngoài ra, núi Bà Tài có đá vôi màu hồng, photphorit tìm thấy có trữ lượng 13.000 tấn.
Tuy là một ngọn núi nhỏ, nhưng Bà Tài có nhiều loài sinh vật đặc hữu không thể tìm thấy các khu vực khác. Núi có 118 loài động vật chân khớp sinh sống, và một ước tính về số lượng có thể hơn 300 loài, nhiều loài thậm chí chưa được đặt tên. Bà Tài được đánh giá cao trong vị trí bảo tồn đối với dự án thành lập Khu bảo tồn núi đá vôi Kiên Lương đang được đề xuất xây dựng.

### Loài đặc hữu
Một số loài thực vật đặc hữu:
- Lan bầu rượu
- Thu hải đường Ba Tai

Một số loài động vật đặc hữu:
- Bọ hung Anonyxmolytes lilliput
- Rết Lê Công Kiệt (Sphaeropauropus lecongkieti)
- Bọ nhảy Bà Tài (Blasconura batai)
- Bọ nhảy Hòn Chông (Rambutsinella honchongensis)

## Đe dọa
Năm 2011, Công ty Trách nhiệm hữu hạn Hương Hải, có trụ sở tại Hà Nội, được Ủy ban nhân dân (UBND) tỉnh Kiên Giang cấp chứng nhận đầu tư dự án nhà máy sản xuất vôi hóa và gạch nhẹ chưng áp, chế biến vật liệu xây dựng. Công ty được phép khai thác ba mỏ đá vôi ở núi Nhỏ, núi Lò Vôi Lớn và núi Túc Khối. Một năm sau, công ty này xin cấp phép khai thác núi Bà Tài. Tại cuộc họp của UBND tỉnh Kiên Giang tổ chức để xem xét kiến nghị của Công ty Hương Hải về việc khai thác núi Bà Tài, giám đốc Sở Tài nguyên – môi trường tỉnh Kiên Giang là Nguyễn Xuân Lộc cho biết công ty này nếu hoạt động tối đa có thể đóng góp ngân sách 100 tỷ VND/năm. Do đó, ông ý kiến: "Bảo tồn cũng cần, mà tiền cho ngân sách cũng rất cần, theo tôi là nên cho khai thác". Giám đốc Sở Khoa học – công nghệ Kiên Giang là Lương Thanh Hải đề nghị giao cho Công ty Hương Hải khai thác một phần núi chỉ giữ lại một phần núi sát phía biển để bảo tồn.
Tuy nhiên, đại diện Sở Nông nghiệp và phát triển nông thôn Kiên Giang là Trần Thị Hằng phản đối: "Cho doanh nghiệp quả núi này tỉnh cũng không thu được bao nhiêu, không khai thác thì chúng ta cũng không nghèo hơn nên tôi đề nghị nên giữ lại".
Bộ Xây dựng xác nhận núi Bà Tài không nằm trong quy hoạch thăm dò, khai thác. Nhưng sau khi nhận được văn bản xin khai thác của Công ty Hương Hải, họ có công văn "Chuyển văn bản của công ty để UBND tỉnh Kiên Giang hướng dẫn xem xét cấp phép hoạt động khoáng sản mỏ đá vôi núi Bà Tài". Văn bản của Bộ do Thứ trưởng Nguyễn Trần Nam ký ngày 11 tháng 1 năm 2013.
Ngày 16 tháng 1 năm 2013, Viện Sinh thái học Miền Nam đã có văn bản đề nghị lãnh đạo UBND tỉnh Kiên Giang xem xét thành lập Khu bảo tồn thiên nhiên núi đá vôi Kiên Lương nhằm bảo toàn đa dạng sinh học của khu vực này. Ngày 17 tháng 1, điều phối viên của Tổ chức Bảo tồn thiên nhiên quốc tế (IUCN) tại Việt Nam là Jake Runner gửi thư cho Chủ tịch UBND tỉnh Kiên Giang là Lê Văn Thi bày tỏ sự quan ngại của ông về đề xuất khai thác núi Bà Tài. Ông kêu gọi "bảo vệ vĩnh viễn núi Bà Tài". Giáo sư Đại học Colorado Herbert H. Covert cũng liên lạc với UBND tỉnh Kiên Giang đề nghị bảo vệ núi Bà Tài.
Ngày 18 tháng 1, Thứ trưởng Bộ Tài nguyên và Môi trường là Nguyễn Linh Ngọc có văn bản gửi UBND tỉnh Kiên Giang về việc cấp phép thăm dò, khai thác các mỏ đá vôi tại các núi ở Kiên Lương thuộc thẩm quyền của Bộ Tài nguyên và Môi trường. Ngày 25 tháng 1, cục trưởng Cục Địa chất và khoáng sản (Bộ Tài nguyên và Môi trường) là Nguyễn Văn Thuấn khẳng định theo Luật khoáng sản sửa đổi, có hiệu lực từ tháng 7 năm 2011, thì thẩm quyền cấp phép khai thác đá ở núi Bà Tài thuộc Bộ Tài nguyên và Môi trường.
Ngày 26 tháng 2, phó chánh văn phòng UBND tỉnh Kiên Giang là Huỳnh Vĩnh Lạc cho biết sau các cuộc họp chính quyền tỉnh Kiên Giang đã quyết định giữ lại núi Bà Tài.
Đầu tháng 7 năm 2013, phó giám đốc Sở Xây dựng Kiên Giang là Trần Ngọc Tính buộc Công ty Hương Hải ngưng thi công đường cắt ngang núi Bà Tài. Đến tháng 12, việc khai thác núi Bà Tài bị cấm.